# Solaris
Solaris（ソラリス）はサン・マイクロシステムズ（サン）によって開発され、UNIXとして認証を受けたオペレーティングシステム (OS) である。2010年1月27日のオラクルによるサン買収に伴い、現在の開発は同社が担っている。
プロプライエタリソフトウェアであるが、かつてコア部分（ONという：OS＋NETの略）はOpenSolarisとしてオープンソース化されたことがある。しかし2010年8月以降、ONのソースコードの公開はされていない。
なお、公開されていたONのソースコードは、有志の手によってillumosプロジェクトとしてオープンソース化されたまま更新が続けられている。

## 概要
1990年代初頭、サンはBSDベースだったSunOS 4をUNIX System V Release 4 (SVR4) ベースのものに置き換えた（SVR4はAT&Tとサンが共同で開発した）。元々の名称はSunOS 5.0であったが、Solaris 2という市場用の製品名もついていた。遡ってSunOS 4.1.xもSolaris 1と呼ばれるようになったが、ほとんどの場合Solarisという名前はSVR4ベースのSunOS 5.0以降のものにしか使われない。
SolarisはSunOSオペレーティングシステムにグラフィカル環境（デスクトップ環境を参照）やONC+などのコンポーネントを加えたものとされている。Solarisのリリース名にはSunOSのマイナーバージョン名が含まれていて、例えばSolaris 2.4のコアにはSunOS 5.4が含まれている。Solaris 2.6以降は "2." の部分がなくなっており、Solaris 7はSunOS 5.7を、最新のSolaris 11はSunOS 5.11をそれぞれコアとしている。
商業的な歴史についてはUNIX戦争を参照。

## サポートされているアーキテクチャ
SolarisはSPARCアーキテクチャとx86アーキテクチャ（AMD64/EM64Tを含む）をサポートし、
両アーキテクチャで共通のコードベースを使用している。バージョン2.5.1ではPowerPCアーキテクチャ（PRePプラットフォーム）にも移植されたが、それ以降はリリースされていない。Itaniumのサポートは一度は計画されたが、市場導入には至っていない。x86システムでLinuxの実行ファイルをネイティブに実行できるようにするため、Solaris 10にLinux ABIを実装することが計画されている。
Solarisは多数のCPUを搭載したSMPマシンに適していると評されることが多い。またSolaris 7以降は一貫して64ビット SPARCアプリケーションをサポートしている。SolarisはサンのSPARCハードウェアと密接に統合されており、両者は互いに組み合わせで設計・販売されてきた。これにより信頼性の高いシステムを構築することができたが、PCハードウェアによるシステム（x86システム）に比較すると非常に高コストであった。とはいえ、x86システムもSolaris 2.1以降は一貫してサポートされてきており、また、Solaris 10からはAMD64を中心に設計されているため、AMD64アーキテクチャベースの64ビット CPUマシンを利用することもできる。
2009年の時点では、サンはハイエンドではSPARCサーバを中心としながら、ローエンドでは2〜16コアのAMD64ベースのワークステーションやサーバの販売にも重点をおいていた。
2012年の時点では、オラクルはハイエンドではSPARCサーバを中心としながら、Intel Xeonのサーバも販売されている。

## デスクトップ環境
最初のSolarisのデスクトップ環境はOpenWindowsだったが、
Solaris2.5でCDEが採用され、
Solaris 10ではGNOMEベースのJava Desktop Systemとなっている。
Solaris 11では、OpenSolarisと同様、通常のGNOMEデスクトップが採用された。
また、有料版だけでなく無料版にも、ATOKやリコーフォント等の商用ソフトウェアが入っている。

## ライセンス
Solaris 11においては、Oracle Technology Network Developer Licenseを参照。
ソースコードは非公開。ただし、OpenSolarisプロジェクトから派生したillumosプロジェクトでは、Common Development and Distribution License (CDDL) の下オープンソースとして公開されている。CDDLはOSIが承認したライセンスで、公開されているソースコードは、使用料が無料であり、無保証で非独占的な利用が可能である。頒布にあたって、ソフトウェアを実行可能なコード形式で提供する場合は、CDDLに従ってソースコードの提供が義務づけられており、CDDLのコピーを添付しなくてはならない。ただし、Free Software FoundationのGPLと似ている部分があるが、互換ではないと考えられている。
OpenSolarisは2005年6月14日にSolarisの開発コードから誕生し、バイナリ版とソースコード版を無料でダウンロードできるようになった。すでにXenサポート等の新しい機能がOpenSolarisプロジェクトに追加されており、サンは将来のSolarisはOpenSolarisから派生したものをリリースすると表明しており、実際にそうなった。
OS本体を無料化する一方でパッチのダウンロードは一部が有料化されていた。
オラクルによるサン買収後の2010年4月に、90日の試用後は商用利用では有償のサポート契約が必須、個人利用、開発用途では無料となった。
2010年8月以降、ソースコードをオープンにしながらの開発をやめ、snv_147というバージョン以降のソースコードの公開は停止している。同時期にCDDLで公開されているSolarisのソースコードの一部をベースにある程度の互換性をもつコミュニティベースでオープンソースのillumos Projectが派生している。このライセンスはCDDLを中心にBSDLで配布されているモジュールも含む。

## バージョン
Solarisのバージョンは以下の通りである:
| Solarisのバージョン | SunOSのバージョン | リリース日                              | 主な特徴 |
| ------------------- | ----------------- | --------------------------------------- | --- |
| 2.0                 | 5.0               | 1992年6月                               | 準備的なリリース。sun4cアーキテクチャしかサポートしなかった。 |
| 2.1                 | 5.1               | 1992年12月(SPARC), 1993年5月(x86)       | sun4/sun4mアーキテクチャのサポート追加。最初のx86版のリリース。 |
| 2.2                 | 5.2               | 1993年5月                               | sun4dアーキテクチャのサポート追加。 |
| 2.3                 | 5.3               | 1993年11月                              | OpenWindows 3.3がNeWSからDisplay PostScriptへ変更。SunViewサポートの削除(SPARCのみ)。 |
| 2.4                 | 5.4               | 1994年11月                              | SPARC/x86の最初の統合リリース。OSF/Motifランタイムをサポート。 |
| 2.5                 | 5.5               | 1995年11月                              | 最初のUltraSPARCのサポート。CDE, NFSv3, NFS/TCPのサポート。sun4(VME)のサポート削除。 |
| 2.5.1               | 5.5.1             | 1996年5月                               | PowerPCプラットフォームをサポートする唯一のリリース。Ultra Enterpriseサポート追加。ユーザID・グループID(uid_t, gid_t)の32ビット化。 |
| 2.6                 | 5.6               | 1997年7月                               | Kerberos 5, PAM, TrueType fonts, WebNFS, 大規模ファイルサポート。 |
| 7                   | 5.7               | 1998年11月                              | 64-bit UltraSPARCのサポート。メタデータのロギング機能(UFS logging)追加。MCAサポートの終了(Intelプラットフォーム)。 |
| 8                   | 5.8               | 2000年2月                               | マルチパスI/O、IPv6、IPsec。ロールベースアクセス制御(RBAC)を追加。sun4cアーキテクチャのサポート終了。最終リリースはSolaris 8 2/04。 |
| 9                   | 5.9               | 2002年5月28日(SPARC), 2003年2月6日(x86) | iPlanet Directory Server, Resource Manager, Solaris Volume Manager, 拡張ファイル属性, Linux互換性サポートを追加。OpenWindowsの削除。sun4dアーキテクチャのサポート終了。最終リリースはSolaris 9 9/05。 |
| 10                  | 5.10              | 2005年1月31日                           | x64(AMD64/EM64T)サポート, DTrace (Dynamic Tracing), Solaris Containers, Service Management Facility (SMF), NFSv4, 最小特権セキュリティモデルの追加。sun4mアーキテクチャとクロックが200MHz以下のUltraSPARC Iプロセッサのサポート終了。EISAデバイス/EISAベースPCのサポート終了。Java Desktop System(GNOMEベース)をデフォルトのデスクトップとして採用。Solaris 10 1/06では、ブートローダとしてGRUBを採用(x86)、iSCSIサポート追加。Solaris 10 6/06ではZettabyte File System(ZFS)追加。 |
| 11                  | 5.11              | 2011年11月9日                           | IPS（新パッケージマネージャ）、COMSTAR（iSCSIターゲット）、Crossbow（ネットワーク仮想化）、ZFSの強化（重複排除機能、暗号化など）、Solaris Containersの強化（リソースの仮想化機能や、制限機能の強化）、その他 (snv175) |

Solaris 9までのバージョンはすでに販売されておらずサポートも終了している（Solaris 7は2008年8月まで、Solaris 8は2012年3月まで、Solaris 9は2014年10月までサポートされていた）。Solaris 10は2021年1月まで、Solaris 11は2034年11月までサポート予定。
各バージョンの詳細は(英文)を参照。
リリース履歴はSolaris 2 FAQ(英文)にも記載がある。
サポート終了日は(英文)を参照。
現行のSolarisの特徴的な機能として、
DTrace・Doors・Service Management Facility・Solaris Containers
・Solaris Multiplexed I/O・Solaris Volume Manager・ZFSが挙げられる。

### Solaris 10のアップデート履歴
| アップデート名   | リリース日 | 主な変更・追加点 |
| ---------------- | ---------- | --- |
| Solaris 10 3/05  | 2005年3月  | Java Desktop System、Unicode Version 4.0 サポートの追加、x86 システムにおける64 ビットのサポート及びSunVTS のサポートの追加                |
| Solaris 10 1/06  | 2006年1月  | x86システムにおいてGRUBベースのブートへの変更、Sun Update Connectionの追加                                                                 |
| Solaris 10 6/06  | 2006年6月  | ZFSの統合、PostgreSQL・RealPlayer等の標準添付、PDAサポートの追加。IIIMF rev.10からrev.12に、ATOK12からATOK for Solaris (ATOK17相当) に更新 |
| Solaris 10 11/06 | 2006年11月 | Wnn6からWnn8に更新 |
| Solaris 10 8/07  | 2007年8月  | |
| Solaris 10 5/08  | 2008年5月  | |
| Solaris 10 10/08 | 2008年10月 | |
| Solaris 10 05/09 | 2009年5月  | |
| Solaris 10 10/09 | 2009年10月 | |
| Solaris 10 9/10  | 2010年9月  | |
| Solaris 10 8/11  | 2011年9月  | Oracle Solaris 10 8/11 としてリリース。 |
| Solaris 10 1/13  | 2013年2月  | |

この他、開発・早期評価版であるSolaris Expressでのリリースを区切りとして追加または変更されている機能が多数ある。各リリースの詳細な概要説明は Solaris 10の概要 を参照されたい。

### Solaris 11のアップデート履歴
| アップデート名 | リリース日 | 主な変更・追加点 |
| -------------- | ---------- | ---------------- |
| Solaris 11.1   | 2012年10月 |                  |
| Solaris 11.2   | 2014年4月  |                  |
| Solaris 11.3   | 2015年10月 |                  |
| Solaris 11.4   | 2018年8月  |                  |

2017年9月にオラクルが Solaris 開発の大半の社員を解雇したことが報道された。Solaris 11が最後のバージョンとなり12はリリースされない予定。

## 開発リリース
Solarisのコードベースは1980年代後半に開発が開始されて以来、
絶え間ない改良が加えられてきた。
Solaris 10といった各々のバージョンは
そのリリースの前後にメインの開発コードから切り放され、
リリース以降は派生プロジェクトとしてメンテナンスされる。
派生したプロジェクトに対する更新は
次の公式なメジャーリリースがあるまで年に数回行なわれる。
2006年では、開発版のSolarisはOpenSolarisから派生しており
Nevadaと名付けられている。
2003年に新しいSolarisの開発プロセスが導入され、
Solaris Expressという名前で
開発版の月ごとのスナップショットをダウンロードできるようになった。
これによりだれでも新しい機能を試したり、
OSの品質・安定性をテストできるようになり、
次期の公式Solarisリリースを促進させることとなった。
Solaris ExpressはOpenSolarisプロジェクトよりも前に開始されたため、
もともとはバイナリのみを提供するプログラムであったが、
現在ではOpenSolaris開発者向けのSolaris Express: Community Releaseと呼ばれるバージョンが存在した（現在は配布をしていない）。
Solaris 11の機能先出し版として、2010年11月に、Solaris 11 Expressがリリースされている。

## illumos プロジェクト
illumosプロジェクトではオラクルがソースコード公開をしたら追従するSpork（先割れスプーン）と宣言しているが、illumos側は他のオープンソースOSの様々な部分を取り入れており、事実上ONの最終公開バージョンであるバージョンsnv_147からのForkとなっている。
また一方で、最新版のSolaris 11にも時流に合わせて様々な機能（仮想化機能、ファイルシステム強化、パッケージシステム強化等）が追加されており、最新の技術潮流に合わせて強化が進められている。
そのため、同じ根をもつOracle Solarisとillumosは、徐々に差を開きつつあるといえる。